# Ryota Inoue
Ryota Inoue (井上 亮太 Inoue Ryota?, nacido el 26 de abril de 1990 en Tokio) es un exfutbolista japonés que se desempeñaba como guardameta.

## Trayectoria

### Clubes
| Club              | País  | Año         |
| ----------------- | ----- | ----------- |
| Gainare Tottori   | Japón | 2013 - 2019 |
| FC Kagura Shimane | Japón | 2020 - 2022 |

## Estadística de carrera

### J. League
| Club            | Año   | J. League | J. League | Copa J. League | Copa J. League | Total | Total |
| Club            | Año   | Part.     | Goles     | Part.          | Goles          | Part. | Goles |
| --------------- | ----- | --------- | --------- | -------------- | -------------- | ----- | ----- |
| Gainare Tottori | 2013  | 0         | 0         | -              | -              | 0     | 0     |
| Gainare Tottori | 2014  | 0         | 0         | -              | -              | 0     | 0     |
| Gainare Tottori | 2015  | 0         | 0         | -              | -              | 0     | 0     |
| Gainare Tottori | 2016  | 0         | 0         | -              | -              | 0     | 0     |
| Gainare Tottori | 2017  | 7         | 0         | -              | -              | 7     | 0     |
| Total           | Total | 7         | 0         | 0              | 0              | 7     | 0     |